# Synagoga w Dobrušce
Synagoga w Dobrušce (cz. Synagoga v Dobrušce) – synagoga znajdująca się w Dobrušce w Czechach na placu Šubertove náměstí nr 646.
Synagoga została zbudowana po 1866 w stylu neogotyckim na miejscu starszej z lat 1721–1722. Nabożeństwa odbywały się do II wojny światowej. W 1954 budowla została adaptowana na potrzeby Czeskobraterskiego Kościoła Ewangelickiego i tę funkcję pełni do dziś.